# ウッチ・ヴワディスワフ・スチシェミンスキ美術アカデミー

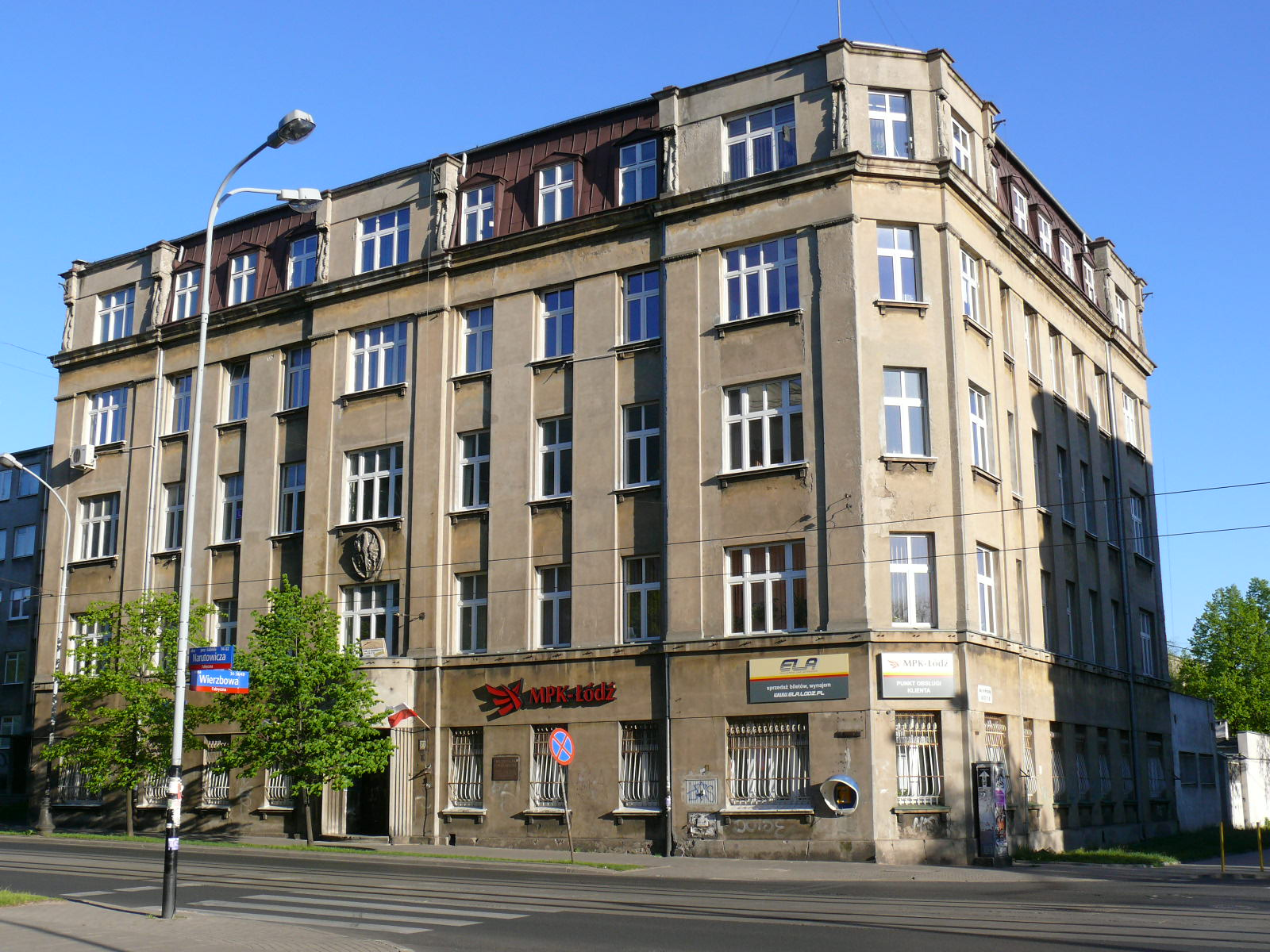
校舎（1945-1976）

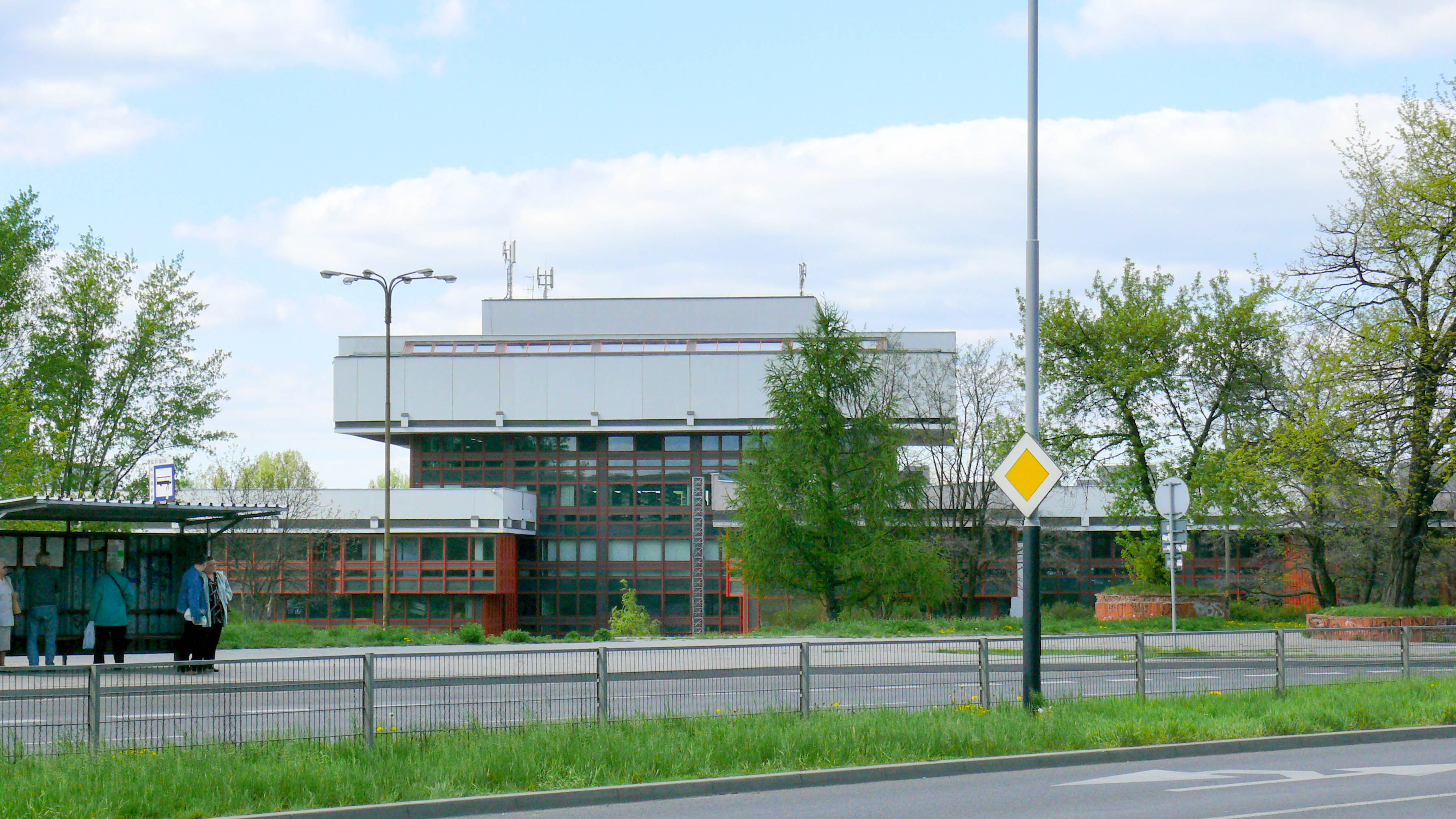
校舎

ウッチ・ストゥシェミンスキ美術アカデミー（ポーランド語: Akademia Sztuk Pięknych im. Władysława Strzemińskiego w Łodzi, 英語:  Academy of Fine Art in Łódź, ウッチ美術アカデミー）は、ポーランドのウッチにある国立美術大学。1945年にポーランド国内にある7校の美術アカデミーの一校として創立された。1988年、創立者の一人であるヴワディスワフ・ストゥシェミンスキに因んで改名を行った。
本アカデミーは美術領域の幅広い教育課程を提供しており、学科としてはファッションデザイン、ジュエリーデザイン、視覚コミュニケーション、映像・デジタルアート、美術理論・美術史、写真、テキスタイルアートがあるほか、それ以外にも美術に関連したいくつかの学位課程がある。
所在地はウッチのポーランド陸軍通り。現在の学長はJolanta Rudzka Habisiakで、63人の教員のもと1,287人の学生が在学している。

## 学科構成

### グラフィック・絵画学部
- 絵画・デッサン・彫刻学科
- グラフィックデザイン学科
- 版画学科
- マルチメディア学科

### 繊維・ファッションデザイン学部
- 造形教育学科
- ファブリック・プリンティング学科
- ジュエリー学科
- ファッション学科

### デザイン・建築学部
- インダストリアルデザイン学科
- 視覚コミュニケーション学科
- インテリア建築学科

### 視覚芸術学部
- 絵画・デッサン学科
- 彫刻・インターメディア・空間表現学科
- グラフィックス学科
- 写真・映像・デジタルメディア学科
- 美術理論・美術史学科

## 執行部
- 学長：　Jolanta Rudzka Habisiak
- 研究部門副学長：　Mariusz Włodarczyk
- 教務部門副学長：　Mariusz Łukawski

## 歴代学長
- 1945–1949: pl:Leon Ormezowski
- 1949–1950: pl:Stefan Wegner
- 1950–1952: pl:Stanisław Borysowski
- 1952–1963: pl:Roman Modzelewski
- 1963–1971: pl:Zdzisław Głowacki
- 1971–1975: pl:Roman Artymowski
- 1975–1981: pl:Wiesław Garboliński
- 1981–1987: pl:Krystyn Zieliński
- 1987–1993: pl:Ryszard Hunger
- 1993–1999: pl:Jerzy Treliński
- 1999–2005: pl:Stanisław Łabęcki
- 2005–2012: pl:Grzegorz Chojnacki (artysta)
- 2012-現在: pl:Jolanta Rudzka Habisiak